# Aurelio Angonese
Aurelio Angonese , (født 16. april 1929) er en tidligere fodbolddommer fra Italien. Han dømte under VM-slutspillet i 1974 i Vest-Tyskland, blandt andet bronzefinalen mellem Polen og Brasilien. Han dømte også kampe under EM-slutspillet i 1972.

## Links
- Profil (engelsk)